# Tadeusz Tański
Tadeusz Tański ps. Nałęcz (ur. 11 marca 1892 w Moskwie, zm. 23 marca 1941 w Auschwitz-Birkenau) – polski konstruktor samochodowy, inżynier mechanik, wynalazca.

## Życiorys
Był synem Czesława Tańskiego, polskiego pioniera lotnictwa i twórcy pierwszego polskiego szybowca, i Marianny z Jakubowskich. W latach 1904–1905 czynnie działał w PPS. Ukończył Szkołę Handlową Zgromadzenia Kupców m. Warszawy (1909). Przed wybuchem I wojny światowej, w latach 1909–1913, studiował w École supérieure d’électricité w Paryżu, gdzie zajmował się m.in. konstruowaniem dla firm francuskich i brytyjskich silników lotniczych. W Paryżu był członkiem grupy Związku Walki Czynnej. W 1916 roku zbudował największy na świecie dwunastocylindrowy silnik o mocy 520 KM przeznaczony do wodnopłatowców, a dwa lata później silnik gwiazdowy do napędu lekkich samolotów. W 1919 roku powrócił do Polski i rozpoczął pracę w Głównym Urzędzie Zaopatrzenia Armii, później w Sekcji Samochodowej Ministerstwa Spraw Wojskowych (CWS).

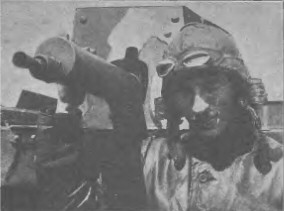
Tański przy swoim samochodzie pancernym Ford FT-B

W 1920 roku skonstruował pierwszy polski samochód pancerny, Ford FT-B, oparty na podwoziu Ford T i zbudowany w serii 16 lub 17 sztuk. Tański ukończył projekt na przełomie maja i czerwca, prototyp zbudował w ciągu kolejnych dwóch tygodni, a po kilku kolejnych dniach pierwsze dwa pojazdy wysłał na front. Samochody te wzięły udział w wojnie polsko-bolszewickiej. Po wojnie z bolszewikami przeszedł do firmy Stowarzyszenie Mechaników Polskich z Ameryki w Pruszkowie, aby projektować tam traktory i ciężarówki.

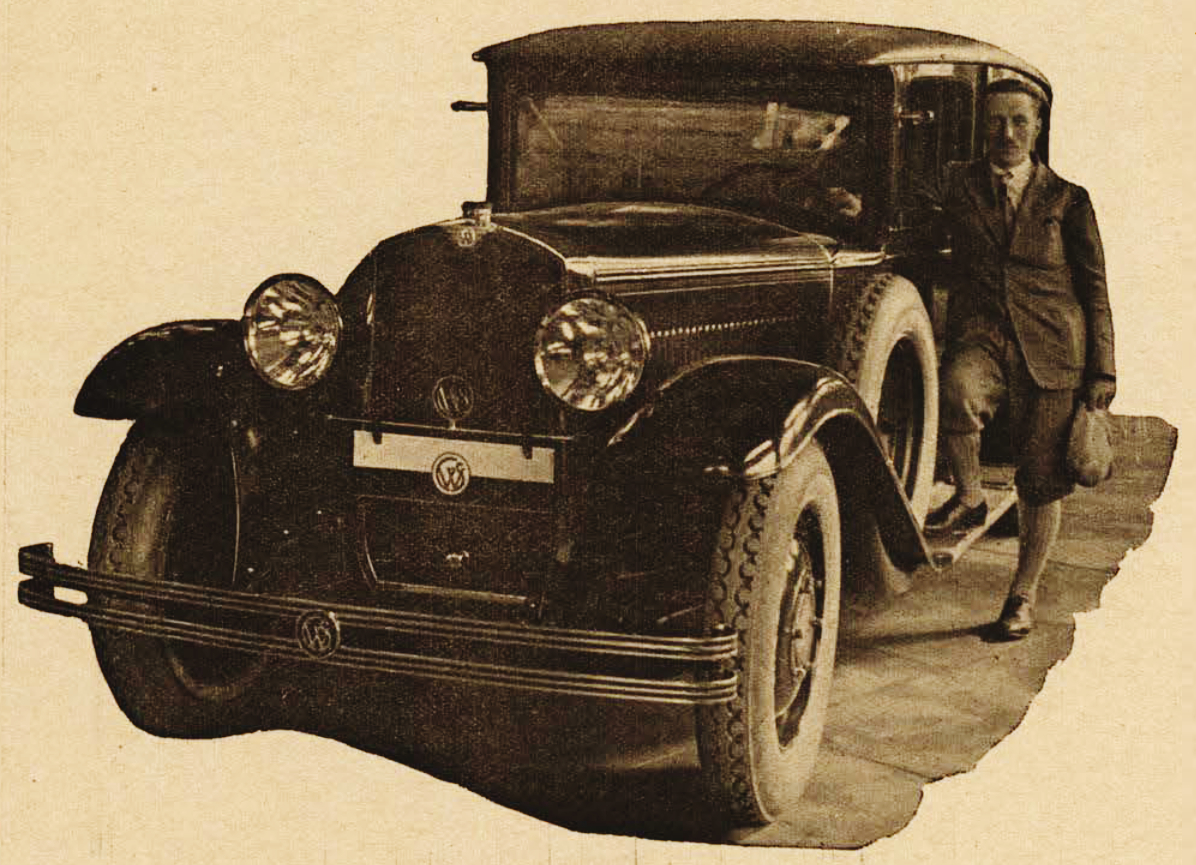
Tański przy swoim samochodzie CWS T-1

Od 1922 roku pracował w Centralnych Warsztatach Samochodowych, gdzie ściągnął go dyrektor tej firmy Kazimierz Meyer. W nich konstruował pierwsze samochody całkowicie polskiej konstrukcji, np. CWS T-1, T-4 (T-2) i inne, charakteryzujące się nowatorskimi rozwiązaniami konstrukcyjnymi i technicznymi. Tański dla swojego modelu w rok skonstruował silnik, a kolejny rok zajęło mu stworzenie reszty pojazdu. Zarówno silnik, jak i cały samochód mogły być zmontowane za pomocą jednego klucza płaskiego (jedynie do wkręcania i wykręcania świec niezbędny był drugi klucz). Testem samochodu miał być rajd dookoła Polski zorganizowany w 1925 r.
Opóźnienia spowodowane przez Ministerstwo Spraw Wojskowych sprawiły, że auto dopuszczono do produkcji dopiero w 1928 i do 1931 r. wyprodukowano ok. 800 sztuk, które zostały zakupione głównie przez wojsko i administrację (pierwszy egzemplarz nabył prezydent Ignacy Mościcki). W ramach umowy licencyjnej z Fiatem na model 508 produkcję pojazdu Tańskiego zakończono.
Przez całe dwudziestolecie miał problemy ze znalezieniem pracy, a powodem był jego ekscentryczny charakter i upór. Utrzymywał się głównie z krótkoterminowych kontraktów i wygrywania konkursów na opracowanie konstrukcji inżynierskich. Przykładowo stanął do konkursu na dwucylindrowy silnik o objętości skokowej 750 cm³, chłodzony powietrzem, do napędu prądnicy radiostacji polowej. Do konkursu stanęło wiele firm motoryzacyjnych z całego świata, w tym Douglas. Tański zaprojektował silnik z jednym rodzajem śrubek i nakrętek. Ukończył go na 24 godziny przed upływem terminu na zgłoszenia. Wygrać miała konstrukcja, która od momentu włączenia będzie pracowała najdłużej. Silnik Douglasa stanął po 400 godzinach, silnik Tańskiego po upływie 1000, po tym, jak wyłączyła go komisja konkursowa.
Dla żony opracował urządzenie do automatycznego wywoływania zdjęć, a dla swojego przyjaciela udoskonalił samolot, który zresztą później sam nauczył się pilotować.
Po klęsce w wojnie obronnej zaangażował się w działalność konspiracyjną. 3 lipca 1940 roku został aresztowany przez Niemców w ramach akcji AB i wywieziony do niemieckiego nazistowskiego obozu koncentracyjnego KL Auschwitz. W obozie Niemcy przedstawili mu ofertę współpracy, ale Tański stanowczo odmówił. 23 marca 1941 roku został zamordowany.
Od 22 stycznia 1914 był mężem Marii Ślizień.

## Ordery i odznaczenia[6]
- Srebrny Krzyż Zasługi
- Medal Dziesięciolecia Odzyskanej Niepodległości
- Brązowy Medal za Długoletnią Służbę

## Upamiętnienie
Jego imię noszą Zespoły Szkół Technicznych i Samochodowych w Poznaniu, Nowym Sączu, Słubicach, Słupsku, Stargardzie i Sieradzu.